# 파천무 (1980년 드라마)
《파천무》는 KBS에서 1980년 4월 13일부터 1980년 7월 13일까지 방영된 일요 역사 드라마이다.

## 트리비아
이 드라마는 1980년 전두환 정권의 군부독재에 의해 “하늘의 섭리를 배신한 것에 대한 질타”를 의미가 있었던 터라, 당시 12·12 군사 반란과 5·17 쿠데타로 이어지는 당시의 시대상과 곧바로 연결될 수 있었기 때문에 조기 종영되었으나 10년 후 1990년에 다시 동명의 드라마로 방영되었다.

## 등장 인물

### 주요 인물
- 김흥기 : 수양대군 역
- 신구 : 김종서 역
- 정애리 : 설리 역
- 윤유선 : 단종 역
- 백윤식 : 문종 역
- 남성우 : 세종 역

### 그 외 인물
- 황정아 : 정희왕후 역
- 이일웅 : 한명회 역
- 임혁 : 성삼문 역
- 김인태 : 박팽년 역
- 강민호 : 두미소 역
- 안해숙 : 혜빈 양씨 역
- 최정훈 : 권람 역
- 주현 : 홍윤성 역
- 김진해 : 정인지 역
- 송재호 : 배영팔 역
- 이주실 : 소헌왕후 역
- 정동환 : 이재민 역
- 남일우 : 신숙주 역
- 김난영 : 박 상궁 역
- 지미옥 : 경혜공주 역
- 나옥녀 : 민 상궁 역
- 권기선 : 연실 역
- 하미혜 : 현덕왕후 역
- 박경득 : 이개 역
- 장학수 : 이징옥 역
- 김봉근 : 하위지 역
- 민욱 : 안평대군 역
- 오중훈 : 금성대군 역
- 이신재 : 엄자치 역
- 장항선 : 유수 역
- 안병경 : 혜상 역
- 민지환 : 일연 역
- 맹호림 : 최항 / 정주부 역
- 윤덕용 : 황희 역
- 최명수 : 양녕대군 역
- 최길호 : 윤자운 역
- 곽경환 : 황보인 역
- 김성겸 : 김문기 역
- 유순철 : 조항 역
- 서상익 : 양정 역
- 양영준 : 유성원 역
- 기정수 : 유응부 역
- 송보영 : 강맹경 역
- 서승희 : 농월 역
- 이덕희 : 삼월 역
- 이종만 : 노복 역
- 안대용 : 김승규 역
- 이문환 : 황보석 역
- 임병기 : 의금부 관원 역
- 김해권 : 김문기 부장 역
- 김경하 : 보창 역
- 남성식 : 우직 역
- 이한승, 이원종 : 어의들 역
- 홍요섭 : 스님 역
- 조재훈, 박해상, 송석호, 송동섭 : 내관들 역
- 하대경 : 여진족 사신 역
- 공경구 : 여진족 장수 역
- 이상훈 : 연실 오라비 역
- 박재주, 이한수 : 하인들 역

## 같이 보기
- 파천무 (1990년)
- 대한민국의 텔레비전 드라마 목록 (ㅍ)
- 1980년 대한민국의 텔레비전 드라마 목록